# Zapatero moro
Zapatero moro és una pintura a l'oli sobre taula de fusta, que Miquel Viladrich elaborà l'any 1933 i que entrà a formar part de la col·lecció del Museu d'Art Jaume Morera de Lleida l'any 1974.
Viladrich cercava els seus models en els primitius pintors italians, tot seguint les petjades dels prerafaelites, per bé que el pintor de Torrelameu representava personatges del seu entorn més proper. El gust pel detallisme i el treball minuciós dels seus retrats, de caràcter folklòric, costumista, gairebé etnogràfic, que combinava amb habilitat amb una estètica arcaica o primitiva, generaven una barrega molt suggerent entre el simbolisme i la pintura regionalista del moment, fascinada per les obres que presentaven tipus representatius d'un territori o d'una cultura.
L'any 1932, Viladrich viatjà al Marroc on esdevingué un pintor orientalista, davant la perplexitat dels seus coetanis:
| «                  | Desde hace mucho tiempo tenía el proyecto de exaltar el trabajo de los nobles oficios. En ningún sitio quizá como en la zona de nuestro protectorado de Marruecos se encuentran tipos de artesanos y artífices. Realizado mi proyecto he dejado Tetúan con mucha amargura (…) Me pareció Tetúan la supervivencia del mundo musulmán que en Andalucía en sueños uno imagina. Ahora he pasado los dos años más felices de mi vida como hombre y como artista, porque allí encontré cordiales y francas amistades además de magníficos modelos, y frecuentando los barrios de herreros, tejedores, tontoreros, comerciantes, etc. | » |
| — Miquel Viladrich | |   |

Com a conseqüència d'aquest viatge, Viladrich elaborà una sèrie de 30 quadres: 20 d'oficis i 10 de temes sefardites. De fet, Zapatero moro és un gran exemple de la sèrie dels oficis, una clara mostra de l'interès del pintor per retratar els diferents personatges que configuren la galeria d'aquesta sèrie. La factura pictòrica de l'artista és d'un realisme i un detall admirables, tant pel que fa a la reproducció de tots els objectes propis de l'ofici de sabater i la seva disposició com en la típica indumentària que duen uns personatges que sempre miren l'espectador amb un hieratisme acusat, molt propi de l'obra de Viladrich.